# Walter Anton
Walter Anton (* 14. Juni 1929 in Merzig; † 22. November 2017 ebenda) war ein deutscher Jurist und Oberbürgermeister in Merzig.

## Leben
Anton war nach dem Abitur am Realgymnasium in Merzig zunächst als Steuerinspektor in der saarländischen Steuerverwaltung tätig und studierte von 1955 bis 1959 Rechtswissenschaften an der Universität des Saarlandes.  Nach der ersten juristischen Staatsprüfung wurde er 1959 Gerichtsreferendar und nach Ablegung des großen juristischen Staatsexamens 1964 Gerichtsassessor. 
Er wurde Leiter der Betriebsprüfungsstelle beim Finanzamt Saarlouis. Im Oktober 1966 folgte die Ernennung zum Regierungsrat. Drei Jahre später wurde er einstimmig zum Syndikus beim Landkreis Saarlouis gewählt.
Zum 1. Januar 1974 wurde er Beauftragter für das Amt des Bürgermeisters in Merzig und dort am 14. Juni zum Bürgermeister gewählt. Zwei Wochen später wurde diese Wahl bestätigt. 
Am 13. Januar 1984 wurde er wiedergewählt und blieb bis zu seiner Pensionierung im Juni 1994 in diesem Amt.
Am 21. November 1991 wurde er zum Oberbürgermeister der Stadt Merzig ernannt.
In seine Amtszeit fielen
- 1977 Beteiligung an der Errichtung des Wolfsparks im Merziger Kammerforst
- 1986  Begründung der Städtepartnerschaft mit der französischen Stadt Saint-Médard-en-Jalles bei Bordeaux
- Rathausneubau

## Öffentliche Ämter
- Präsidiumsmitglied des Saarländischen Städte- und Gemeindetages
- Mitglied des Kommunalen Abfallbeseitigungsverbandes
- Mitglied in Ausschüssen des Deutschen Städte- und Gemeindebundes
- Vorsitzender des Fördervereins Fellenbergmühle

Anton war Mitglied der CDU und nach seiner Pensionierung noch bis 2009 als Vertreter eines Notars tätig.